# L'Honneur du dragon 2
Série
L'Honneur du dragon
(2005)
Pour plus de détails, voir Fiche technique et Distribution.
L'Honneur du dragon 2 (ต้มยำกุ้ง 2, Tom Yum Goong 2) est un film thaïlandais réalisé par Prachya Pinkaew et Panna Rittikrai sorti en 2013. Il fait suite à L'Honneur du dragon.

## Synopsis
Une fois encore, l'éléphant de Kham a été enlevé, obligeant ce dernier à se battre pour le trouver. Il devra cette fois faire face à des combattants plus redoutables que ceux de la dernière fois.

## Fiche technique
- Titre français : L'Honneur du dragon 2
- Titre original : ต้มยำกุ้ง 2 (Tom Yum Goong 2 )
- Titre anglais : The Protector 2
- Réalisation : Prachya Pinkaew (thaï: ปรัชญา ปิ่นแก้ว) et Panna Rittikrai (en thai :  พันนา ฤทธิไกร)
- Scénario : Eakasit Thairatana
- Production : Prachya Pinkaew, Sukanya Vongsthapat et Tech Akarapol
- Budget : 15 millions de dollars
- Musique :
- Photographie :
- Montage : Rachaphun Phisutsinthop et Manussa Vorasingha
- Décors :
- Costumes :
- Pays d'origine : Thaïlande
- Format : Couleurs - 2,35:1 Cinemascope - Dolby Digital EX - 35 mm
- Genre : Action, Muay Thaï, Drame
- Durée : 86 minutes
- Sociétés de production : Metropolitan Film
- Distributeur :  Magnet Releasing,  Magnolia Pictures,  Scorpio East,  Shaw Organisation,  Star Cinema Productions,  EDKO Film,  Madman Entertainment
- Dates de sortie :

 Thaïlande : 23 octobre 2013
 États-Unis : 2 mai 2014
 France : 1er octobre 2014 (uniquement en DVD et Blu-ray)

## Distribution
- Tony Jaa (พนม ยีรัมย์) (VF : Antoni Lo Presti) : Kham
- RZA (VF : Jean-Michel Vovk) : Monsieur LC
- Petchtai Wongkamlao (เพ็ชรทาย วงษ์คำเหลา) (VF : Benoît Van Dorslaer) : Mark
- Yanin Vismitananda (จีจ้า ญาณิน วิสมิตะนันทน์) (VF : Circé Lethem) : Ping Ping
- Marrese Crump : Combattant numéro 2
- Vince Makiling : Yin
- Ujal Thapa : Yang
- Eddie Ruiz : Combattant latino 1
- Edgar Vargas : Combattant latino 2
- John Anthony D'Angelo : Le présentateur
- Jawed El Berni : L'espion
- Raiden Integra : Combattant numéro 19
- Rhatha Phongam : Combattant numéro 20
- Kazu Patrick Tang : Combattant numéro 18

## Commentaires
À part Kahm, Mark et l'éléphant, aucun personnage du premier opus n'est présent dans celui-ci.     
La scène avec les motards nombreux peut rappeler celle des Tuk-Tuks dans Ong-Bak bien qu'elle soit assez différente.     
Et quand Kham se bat avec les pieds mouillés sur des rails, le bruit de l’électricité est le même que celui d'un sabre laser. Autrement dit, cette scène fait un clin d’œil à la saga Star Wars. Une référence assez poussée dans ce film.    